# Rjukanfossen
Rjukanfossen (la cascade fumante, en référence à l'écume de la chute) est une chute d'eau située à l'ouest de Rjukan, dans la commune de Tinn, du comté de Telemark, en Norvège.

## Histoire

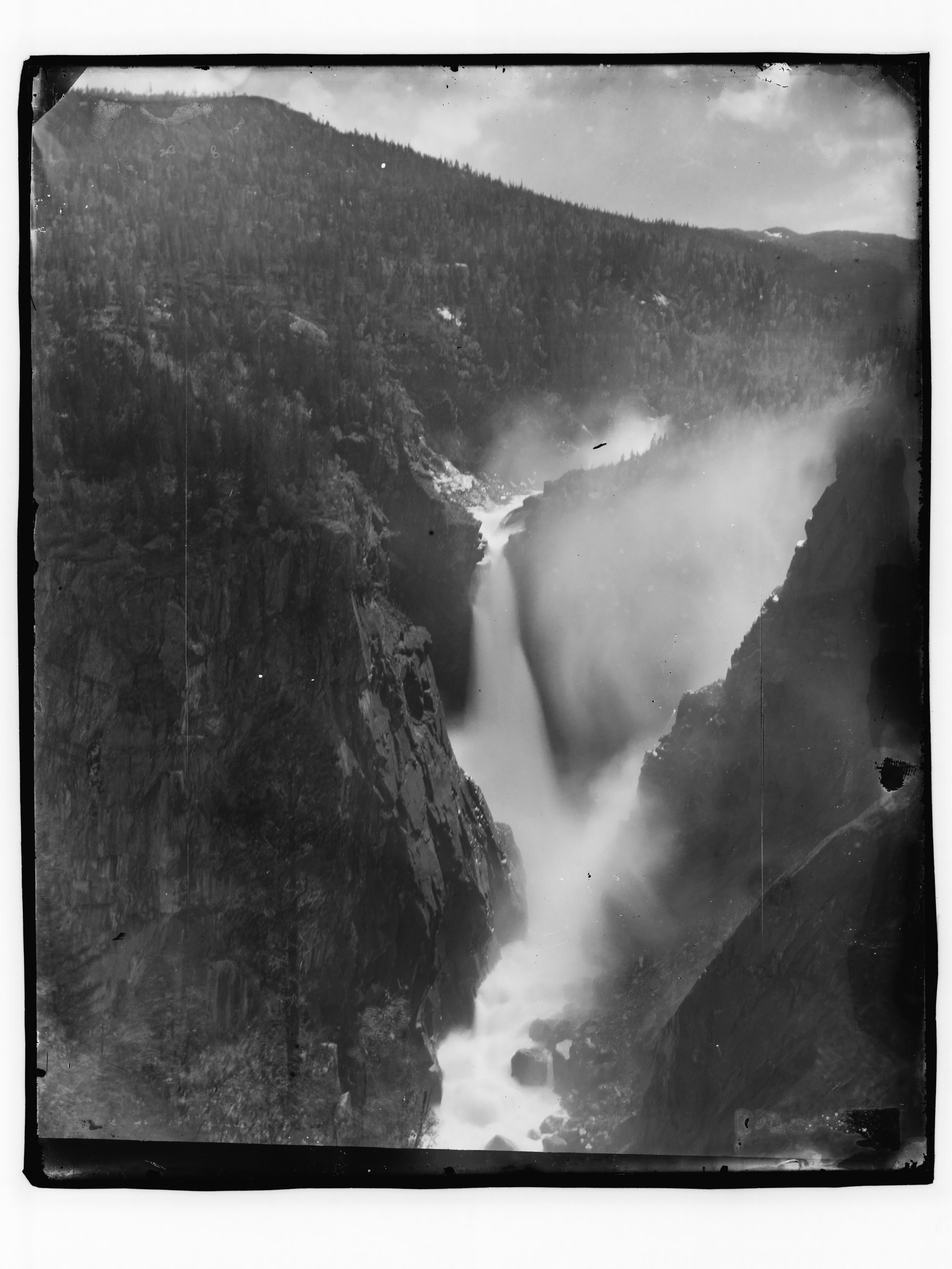
La cascade avant 1910.

Il s'agissait au XIXe siècle d'une attraction touristique majeure dans le pays. Mais ceci s'acheva en 1905, lorsqu'elle devint une des premières cascades utilisées pour produire de l'hydroélectricité, nécessaire à la production de nitrate de calcium. Elle constitue ainsi la deuxième exploitation de Norsk Hydro.

## Dans la culture
Le Rjukanfossen sert de cadre à un chapitre du roman Un billet de loterie (1886) de Jules Verne.